# Cricket Canada
La Cricket Canada è la federazione nazionale di cricket del Canada.

## Storia
Fondata nel 1892 è una delle più antiche federazioni del mondo. Si è associata all'ICC nel 1968. Attualmente è una delle federazioni più influenti del continente americano, potendo contare su oltre 40.000 iscritti.
Oltre ad organizzare il campionato domestico organizza e gestisce il calendario della nazionale canadese.